# Episodi di Sword Art Online

La copertina del primo DVD box dell'edizione italiana.

Questa è la lista degli episodi della serie anime Sword Art Online, prodotta dalla A-1 Pictures sotto la direzione di Tomohiko Itō ed adattata dall'omonima serie di light novel, scritta da Reki Kawahara ed illustrata da abec. La storia segue le vicende di Kazuto "Kirito" Kirigaya, un beta tester del VRMMORPG Sword Art Online che si collega al videogioco anche il primo giorno dopo la fine del periodo di beta testing. Sia lui che gli altri giocatori scoprono tuttavia che nel sistema non è presente la funzione del logout e poco dopo Akihiko Kayaba, il creatore di questa realtà virtuale, si presenta davanti a tutti non solo per spiegare che l'unico modo per uscire dal gioco è finirlo raggiungendo il centesimo piano e sconfiggendo il boss finale, ma anche per avvertire i partecipanti che se mai dovessero far calare i propri HP fino a zero, morirebbero all'istante sia virtualmente che nella realtà. Mentre la maggior parte dei giocatori stenta a mantenere la lucidità in questa situazione mortale, due abili spadaccini, Kirito ed Asuna Yūki, sono ben determinati sin dall'inizio a vincere il gioco e ad uscirne vivi. Tre mesi dopo la fine di questo incubo, Kazuto scopre che Asuna viene tenuta prigioniera in Alfheim Online, il successore di SAO dove i giocatori diventano delle fate e acquisiscono la capacità di volare. Il protagonista decide allora di partecipare nuovamente a un'altra realtà virtuale per salvare la ragazza con l'aiuto di qualche nuovo alleato.
La serie, composta da venticinque episodi, è stata trasmessa in Giappone tra l'8 luglio e il 22 dicembre 2012 sulla Tokyo Metropolitan Television e più tardi anche su altre dodici stazioni televisive. In Italia i diritti sono stati acquistati dalla Dynit che ha pubblicato gli episodi, sottotitolati in italiano, a partire dal 15 aprile 2013 con cadenza settimanale sul sito della Popcorn TV, per poi trasmetterli con doppiaggio italiano su Rai 4 dal 30 gennaio al 5 giugno 2014. Nove volumi BD/DVD, ognuno contenente un episodio bonus dal titolo Sword Art Offline (ソードアート・オフライン?, Sōdo Āto Ofurain), sono stati pubblicati in Giappone tra il 24 ottobre 2012 e il 26 giugno 2013. Altre edizioni sono state distribuite in America del Nord, Australasia ed Europa rispettivamente dalle aziende Aniplex of America, Madman Entertainment e Manga Entertainment. Un episodio speciale, intitolato Sword Art Online Extra Edition (ソードアート・オンライン Extra Edition?, Sōdo Āto Onrain Ekisutora Edikushon), è stato pubblicato globalmente il 31 dicembre 2013. Una seconda stagione, Sword Art Online II, è andata in onda sulle televisioni giapponesi tra luglio e dicembre 2014.
La colonna sonora è dotata di cinque sigle musicali: due di apertura e tre di chiusura. Dal secondo al quattordicesimo episodio si apre con "Crossing Field" di LiSA e si chiude con "Yume sekai" (ユメセカイ? lett. "Il mondo dei sogni") di Haruka Tomatsu. I successivi dieci episodi hanno invece come sigla d'apertura "Innocence" di Eir Aoi e come sigla di chiusura "Overfly" di Luna Haruna, mentre per il primo e il venticinquesimo come brano di chiusura il singolo "Crossing Field". Il primo episodio è l'unico senza una sigla di apertura. Per quanto riguarda l'episodio speciale Extra Edition, la sigla iniziale è intitolata "Niji no oto" (虹の音? lett. "Il suono dell'arcobaleno") ed è cantata da Eir Aoi.

## Lista episodi
| Nº                       | Titolo italiano Giapponese 「Kanji」 - Rōmaji | In onda           | In onda          |
| Nº                       | Titolo italiano Giapponese 「Kanji」 - Rōmaji | Giapponese        | Italiano         |
| Aincrad (14 episodi)     | |                   |                  |
| 1                        | Il mondo della spada 「剣の世界」 - Ken no sekai | 8 luglio 2012     | 30 gennaio 2014  |
| 1                        | Nell'anno 2022 viene pubblicato, in tiratura estremamente limitata, l'atteso e rivoluzionario VRMMORPG (Virtual Reality MMORPG) Sword Art Online, in cui i giocatori possono interagire in un ambiente di realtà virtuale con la più totale libertà. I giocatori sono in grado di controllare realisticamente il corpo del proprio alter ego, grazie ad una visuale in prima persona, e di interagire attivamente con il mondo digitale circostante tramite un fittizio ausilio dei cinque sensi, ma senza aver modo di provar dolore, per ovvie ragioni. Questa vera e propria "full dive" è resa possibile grazie al nuovo hardware denominato "NerveGear", un elmetto agente con le sinapsi. Il 6 novembre 2022, il giorno d'apertura ufficiale del VRMMORPG, porta con sé un evento tragico ed inaspettato quando Akihiko Kayaba, il geniale creatore di Sword Art Online, impedisce ai giocatori di effettuare volontariamente il log out. Kayaba, il quale non motiva inizialmente le sue azioni, offre tuttavia ai giocatori la possibilità di sfuggire al pericoloso mondo in cui sono intrappolati per tornare in quello reale, ora più desiderato che mai. Il modo è solo uno: terminare il gioco riuscendo a raggiungere ed a completare l'ultimo piano del gigantesco mondo fluttuante di Aincrad. La storia vede come protagonista Kirito, un beta tester che, il primo giorno d'apertura ufficiale dei server, incontra e stringe amicizia con Klein, al quale insegna le basi di gioco sotto sua richiesta. I due si vedono costretti ad intraprendere strade separate e si salutano, con la promessa di incontrarsi nuovamente. Alla fine del primo mese 2000 persone muoiono senza aver ancora superato il primo piano. |                   |                  |
| 2                        | Beater 「ビーター」 - Bītā | 14 luglio 2012    | 6 febbraio 2014  |
| 2                        | Il 2 dicembre 2022, Kirito prende parte ad un incontro in cui un giovane di nome Diabel rende noto a tutti che, assieme ai membri del suo party, ha finalmente scoperto la locazione del boss del primo piano: intende quindi organizzare un raid per sconfiggerlo e passare al piano successivo. I presenti cominciano a riunirsi in gruppi e Kirito fa party con l'unico membro rimasto disponibile: Asuna. In seguito a varie critiche lanciate verso i beta tester – accusati di tenere per loro le informazioni più utili, lasciando i novizi allo sbaraglio – da Kibaō, amico di Diabel, un giovane uomo di nome Agil si fa avanti. Egli mostra a tutti che diversi beta tester hanno contribuito a realizzare una guida che tornerà loro molto utile per sconfiggere il boss del primo piano, Illfang il Signore dei Coboldi, poiché descrive il suo pattern d'attacco. Forti delle informazioni, Diabel, sotto il ruolo di leader, ed il gruppo danno battaglia nella sala di Illfang, il quale, una volta arrivato ad un quarto della sua vita, cambia arma come previsto. Diabel ne approfitta per infliggergli il colpo di grazia, ma il boss segue attacchi differenti e s'avvale di un'altra arma non presente nella beta. Kirito avverte Diabel, ma non riesce a soccorrerlo tempestivamente. Diabel si rivela infine essere un beta tester che aveva scelto di restare indietro per aiutare i più inesperti. Kirito, grazie al supporto di Asuna e gli altri, riesce a sconfiggere il boss dandogli il colpo finale e ad ottenere l'oggetto raro a cui mirava il leader. Kibaō, avendo udito gli avvertimenti tardivi di Kirito, lo etichetta come un beta tester che non li aveva volutamente informati, lasciando morire Diabel. Il gruppo comincia a diventare sospettoso e teme che vi possano essere altri beta tester fra loro. Kirito, rispettando l'ultima volontà di Diabel, ossia quella di agire per il loro bene, attira su di se tutte le ostilità, lasciandosi intenzionalmente etichettare come beater (crasi tra le parole beta tester e cheater), allontanandole dagli altri per impedire di far cadere il gruppo. Kirito dissolve il party ed abbandona il dungeon, compreso solo da Asuna e Agil. |                   |                  |
| 3                        | La renna dal naso rosso 「赤鼻のトナカイ」 - Aka hana no tonakai | 21 luglio 2012    | 13 febbraio 2014 |
| 3                        | Sono passati diversi mesi e Kirito si ritrova a festeggiare in una taverna con la giovane gilda "Gatti Neri della Notte", da lui salvata. Keita, capo della gilda, chiede a Kirito di unirsi a loro e ad insegnare a combattere al loro unico membro femminile, Sachi. Kirito, il quale nasconde il suo vero livello che ammonta a circa il doppio degli altri, accetta l'offerta e comincia a legare con i compagni, Sachi in primis. Il giovane tranquillizza più volte la ragazza, a causa della natura poco temeraria di lei ed alla comprensibile paura di morire in un mondo così ostile. Il 12 giugno 2023, Keita va a comprare una dimora fissa per la gilda e, nella sua assenza, gli altri membri decidono di passare ai livelli più alti per guadagnare più soldi ed EXP. Nonostante non nasconda di essere contrario, Kirito li segue e prova inutilmente ad ammonirli dall'aprire un forziere in un dungeon, sul quale uno dei membri si fionda subito sopra. Scatta una trappola ed i compagni, di cui l'ultima a cadere è Sachi, muoiono l'uno dopo l'altro. L'unico a sopravvivere, grazie al suo livello notevolmente superiore, è Kirito. Al ritorno, Keita scopre tutto e, incapace di accettarlo, si suicida. Il 24 dicembre 2023, Argo, un'informatrice, rende noto a Kirito delle voci secondo le quali il boss speciale dell'evento può droppare un oggetto capace di riportare in vita un giocatore. Kirito, s'incammina verso il luogo indicatogli, intento ad ottenere l'oggetto per riportare in vita Sachi e scoprire le ultime parole da lei proferite, per quanto rancore possano serbare. Il ragazzo viene raggiunto da Klein e la sua gilda, i quali gli propongono di fare party, ma Kirito si rifiuta, mostrandosi disposto anche ad affrontarli pur di fronteggiare il boss da solo e tenere per sé l'oggetto raro. Ostacolati da un'altra gilda, Kirito lascia Klein e gli altri allo scontro, per dedicarsi esclusivamente al boss dell'evento. Il ragazzo ritorna e lascia l'oggetto a Klein, dicendogli di conservarlo per uno dei suoi compagni, poiché ha effetto solo se utilizzato entro dieci secondi dalla morte. Kirito, solo nella sua stanza, trova fra i suoi regali un messaggio vocale registrato in precedenza da Sachi, che gli confessa di aver scoperto il suo livello, ma non lo odia perché sa che lui aveva scelto di stare al loro fianco solo per proteggerli. Dopo aver cantato per lui "Rudolph, la renna dal naso rosso", gli dice addio e la registrazione termina. |                   |                  |
| 4                        | Lo spadaccino nero 「黒の剣士」 - Kuro no kenshi | 28 luglio 2012    | 20 febbraio 2014 |
| 4                        | Il 23 febbraio 2024, una giovanissima beast tamer di nome Silica lascia il party a cui aveva preso parte in seguito al litigio con la relativa leader, Rosalia. Silica si fa strada nella foresta con l'aiuto del suo piccolo famiglio, un draghetto, che si sacrifica per difenderla dall'attacco di un gruppo di mob. Silica viene tempestivamente salvata da Kirito, il quale si mostra ben presto confortevole e disponibile nei confronti della ragazzina, offrendosi di scortarla in un dungeon nominato la Collina dei Ricordi, per poter riportare in vita il suo famiglio. Per una giocatrice di medio livello come Silica è impossibile raggiungere il dungeon entro i tre giorni a disposizione per poter riportare in vita il suo pet, e ciò le è reso possibile solo dalla presenza e difesa di Kirito, grazie al quale il viaggio procede in maniera agevole. Durante l'itinerario, Silica viene a conoscenza delle motivazioni che muovono le buone azioni di Kirito nei suoi confronti: il ragazzo deve un gran favore a sua cugina, la quale ha vissuto assieme a lui per un certo lasso di tempo, e l'aiutare Silica, che le assomiglia tanto, lo fa sentire come se stesse in parte assolvendo al suo debito. Una volta ottenuto l'oggetto raro per rianimare il famiglio, il duo s'imbatte in Rosalia, la quale si rivela il leader di una banda di giocatori disposti ad attaccare altri player pur di accaparrarsi oggetti di valore e denaro. Kirito, per non farsi contrassegnare dal sistema come player aggressivo nei confronti di altri giocatori, si lascia attaccare deliberatamente, senza reagire, palesando la sua forza dovuta ad una disparità troppo sensibile nei livelli. Kirito, per i giocatori del 47º piano, è infatti un hardcore player, e non avrebbe problemi nell'eliminarli tutti. Nonostante ciò, Kirito si assicura di far rinchiudere la gilda, andando incontro alla richiesta di un leader che tempo prima aveva perso tutti i membri della sua gilda a causa di una loro aggressione. Una volta al sicuro fra le mura di una taverna, Silica si appresta a riportare finalmente in vita il suo draghetto, ansiosa di raccontarle gli ultimi avvenimenti e del ragazzo che, per un giorno, le ha fatto da fratello maggiore. |                   |                  |
| 5                        | Delitto nell'area sicura 「圏内事件」 - Ken'nai jiken | 4 agosto 2012     | 27 febbraio 2014 |
| 5                        | 11 aprile 2024, Kirito ed altri hardcore player fanno fronte al 59° piano. Sotto supervisione e guida del sub-leader dei Knights of Blood, Asuna, essi pianificano una strategia per avere la meglio contro il boss del luogo. Asuna ha tenuto a mente il consiglio di Kirito di unirsi ad una gilda, facendo grandi progressi. Nonostante ciò, i due si trovano spesso in disaccordo, ma cominciano lentamente ad accantonare le loro divergenze, soprattutto a seguito di una collaborazione volta a far luce s'un misterioso assassinio avvenuto nella città di Marten. Tutti i giocatori sono consci che i player killer, per quanto rari, approfittino spesso dello stato di sonno delle loro vittime per eliminarle senza dover ricorrere ad un regolare duello, ma prima di allora i loro omicidi erano sempre stati consumati all'infuori delle mura. Il caso si complica scoprendo che la vittima in questione, Kains, è stata colta in uno stato di veglia, senza nessun decretato vincitore e, quindi, nessun duello aperto, neanche slealmente. Kirito e Asuna riescono tuttavia ad ottenere un indizio grazie all'aiuto di Agil, il quale, avvalendosi delle sue skill di venditore d'armi, può visualizzare il nome del possessore dell'arma con cui è stato consumato l'omicidio. Grazie alle informazioni ottenute da una conoscente diretta della vittima, Yoruko, i due realizzano che, con gran probabilità, si tratta di una vendetta personale. La ragazza e la vittima facevano infatti parte di una gilda ch'era entrata in possesso di un oggetto raro, e la maggioranza di essa aveva votato a favore della sua vendita. Tuttavia, uno dei loro membri ha assassinato il leader per impadronirsene, ed ora, desideroso di vendetta, un altro membro intende eliminare tutti coloro che si opposero alla vendita dell'oggetto nella votazione, ovvero i sospettati principali. Sarà mentre avvisano Schmit, una delle potenziali vittime, che Yoruko, anche lei parte degli oppositori alla vendita, perde la vita a causa di un attacco a distanza presumibilmente partito da fuori una finestra, senza l'attivazione di alcun duello. |                   |                  |
| 6                        | Il vendicatore fantasma 「幻の復讐者」 - Maboroshi no fukushū-sha | 11 agosto 2012    | 6 marzo 2014     |
| 6                        | Kirito corre alla finestra, dalla quale vede il corpo di Yoruko dissolversi poco prima di notare una figura ammantata di nero sui tetti, che individua subito come l'aggressore. Il colpevole si dilegua con l'ausilio di una pietra per il teletrasporto, svanendo d'innanzi ad un Kirito appena lanciatosi all'inseguimento. Sempre più incredulo dell'accaduto, Kirito cerca di scovare un'altra logica che permetta di uccidere in una safe-zone, ma non ne trova poiché è il sistema stesso di SAO ad impedirlo. Ormai fuori dalla locanda, in seguito ad una semplice discussione con Asuna, che gli offre il pasto per ricambiare il gesto di lui al loro primo incontro, Kirito coglie fortuitamente un indizio che lo porta alla realizzazione dell'accaduto, compreso il meccanismo utilizzato per simulare la morte. Le presunte vittime non sono quindi tali, ma è una loro messa in scena per scoprire chi fra i rimanenti sia il vero assassino, inducendolo alla paranoia sulla possibile vendetta del fantasma di Griselda, la defunta leader. Yoruko e Kains ascoltano e registrano la confessione d'innocenza di Schmit davanti alla lapide di Griselda, prima di rivelare anche a lui la verità. Inaspettatamente sopraggiungono i membri di una gilda di player killer, i Laughing Coffin, coinvolti nell'assassinio di Griselda sotto richiesta di Grimlock, membro dell'ormai distrutta gilda e marito della defunta, anche nel mondo reale. È Grimlock il mandante dell'omicidio. L'uomo non era riuscito a sopportare il repentino cambiamento di sua moglie, che, immersa in quel nuovo e pericoloso mondo, aveva mostrato un nuovo lato di sé, rivelandosi forte e coraggiosa, a dispetto di lui ch'era rimasto paralizzato dalla paura. Grimlock ha fatto quindi uccidere sua moglie per immortalare il ricordo della precedente lei, che sarebbe presto svanito, non era quindi interessato all'oggetto raro, che aveva solo offerto ai pk per i loro servizi. Grimlock viene catturato da Asuna, mentre Kirito giunge in salvo di Yoruko, Kains e Schmit, spingendo i player killer a ritirarsi grazie ad un bluff. Quando Asuna rinfaccia a Grimlock che il suo non era amore ma solo desiderio di possessione, quest'ultimo, già instabile, viene preso dallo sconforto e dal pentimento, e portato via dai suoi ex compagni. Kirito ed Asuna decidono di tornare al fronte, dopo la proposta della ragazza di aggiungersi reciprocamente alla loro lista amici per tenersi in contatto.             |                   |                  |
| 7                        | Il calore del cuore 「心の温度」 - Kokoro no ondo | 18 agosto 2012    | 13 marzo 2014    |
| 7                        | Il 24 giugno 2024, nel 48º piano, Asuna raggiunge la sua amica Lizbeth, che, in qualità di fabbro, si occupa personalmente dei suoi armamenti. Asuna è costretta a lasciare di fretta la sua amica, poiché si era presa un giorno di pausa dal fronte per incontrare una persona. Lizbeth la stuzzica giocosamente, supponendo che Asuna abbia finalmente trovato qualcuno che le piace. Più tardi, Kirito fa la sua comparsa nel negozio, chiedendo una spada customizzata equivalente o superiore a quella in suo possesso. Il ragazzo rompe accidentalmente, per testarla, la miglior spada fabbricata da Lizbeth. Arrabbiata e ferita nell'orgoglio, la ragazza spinge Kirito a portarla con sé al giacimento di cristalli situato al 55º piano, in modo da poter raccogliere materiali sufficienti a forgiare una nuova e migliore spada. Il loro itinerario lungo i monti si dimostra tranquillo fino alla comparsa del drago locale, capace di droppare il materiale raro necessario per la creazione della spada. Kirito affronta il drago da solo, ma Lizbeth, nascostasi sotto ordine del ragazzo, si espone poco prima che il combattimento termini, dando modo alla creatura di attaccarla. Kirito e Lizbeth, precipitano in un'enorme fossa, e, dopo il fallito tentativo di fuga di Kirito, decidono di passare lì la notte. Al mattino, Kirito trova il materiale raro nella fossa, rivelatasi così il nido del drago, che, essendo notturno, non tarda ad arrivare. Evitando l'attacco della creatura ed ancorandosi alla sua schiena con la spada fino a quando il drago non torna in superficie, Kirito riesce a fuggire, portando Lizbeth con sé. Tornati alla fucina, Lizbeth forgia una spada che soddisfa le aspettative di Kirito, ma, prima che la ragazza abbia modo di far intuire a Kirito che gli piace, Asuna entra nel negozio. Dal discorso dei due, Lizbeth intuisce che la persona con cui Asuna doveva incontrarsi era Kirito. Decide quindi di troncare i suoi sentimenti sul nascere, augurando buona fortuna alla sua amica, descrivendogli Kirito come una persona in gamba, seppur leggermente strana. |                   |                  |
| 8                        | La danza della spada bianca e nera 「黒と白の剣舞」 - Kuro to shiro no kenbu | 25 agosto 2012    | 20 marzo 2014    |
| 8                        | Durante l'esplorazione di un dungeon, Kirito trova un raro ingrediente di classe S: la carne di coniglio da ragù. Inizialmente decide di venderlo a Agil, il quale però lo dissuade da questa idea e gli consiglia di mangiarlo lui stesso. Tuttavia, non avendo Kirito un livello di arte culinaria sufficiente, risponde che preferisce venderlo piuttosto che bruciarlo cucinandolo. In quel momento, Asuna e la sua guardia del corpo, Kuradeel, fanno ingresso nel negozio. Allora Kirito le propone di cucinare l'ingrediente, avendo essa massimizzato l'abilità culinaria, e in cambio le offre metà del piatto. Asuna accetta e propone a Kirito di andare a cucinare l'ingrediente a casa sua, a Selmburg. Tuttavia Kuradeel la mette in guardia dall'invitare Kirito nella sua magione, in quanto beater. Tuttavia Asuna lo congeda e raggiunge Selmburg con Kirito, dove cucina il raro ingrediente. Dopo un lauto pasto, del quale entrambi si ritengono soddisfatti, Asuna propone a Kirito di fare coppia con lei al fronte per qualche giorno. Riluttante, Kirito accetta. Il giorno successivo Asuna raggiunge l'area cittadina del 74º piano attraverso il portale di teletrasporto, cadendo letteralmente addosso a Kirito che la stava attendendo. Il motivo del turbolento arrivo di Asuna si rivela essere il fatto che Kuradeel la stava attendendo fuori casa. Questi cerca di portare via Asuna con la forza, ma viene tempestivamente fermato da Kirito, che afferma di poter fare un lavoro migliore di quello che potrebbe fare lui. Stizzito dalla risposta di Kirito, Kuradeel lo sfida a duello, venendo facilmente sconfitto. Dopo aver tentato di attaccare nuovamente Kirito, Kuradeel viene disarmato da Asuna, che lo esonera dal suo ruolo di scorta. A quel punto, lei e Kirito si dirigono al labirinto del relativo piano e, dopo svariati scontri con i mob del dungeon, trovano la stanza del boss. |                   |                  |
| 9                        | Il demone dagli occhi azzurri 「青眼の悪魔」 - Seigan no akuma | 1º settembre 2012 | 27 marzo 2014    |
| 9                        | Kirito e Asuna entrano nella stanza del boss per poi fuggire immediatamente terrorizzati. Appena usciti, Asuna rivela di avere dei dubbi su Kirito, in quanto le risulta strano che continui a usare solo una spada quando ne possiede un'altra forgiata da Lizbeth. Finito il discorso, i due iniziano a mangiare, e, durante il pasto, vengono raggiunti dai Furinkazan, la Gilda di Klein. Dopo un breve discorso (durante il quale viene resa palese l'attrazione degli uomini di SAO nei confronti di Asuna), il gruppo viene raggiunto da un plotone di un'altra Gilda, l'Esercito. Dopo aver ceduto loro le indicazioni sulla mappa per trovare la stanza del boss, Kirito, Asuna e i Furinkazan si uniscono e si mettono in cammino. Dopo un po', odono delle urla provenire dalla stanza del boss. Kirito e Asuna, che sono i primi a raggiungere la stanza, scoprono con orrore che l'Esercito si è scontrata col boss, che risulta essere molto più forte di loro. Nella stanza non funzionano i cristalli per il teletrasporto, evento che fa ricordare a Kirito di quanto successo con Sachi. Dopo aver assistito alla morte del comandante del plotone dell'Esercito, Asuna estrae la spada e si lancia all'attacco, ma viene velocemente battuta dal boss. Viene salvata da Kirito e Klein e il primo, resosi conto di non poter far nulla contro il boss, chiede ai compagni di trattenerlo per 10 secondi. Dopo questo breve lasso di tempo, Kirito sfodera la spada di Lizbeth e mostra la sua abilità speciale: Dual Blades. Dopo essersi fatto ridurre gli HP quasi a zero, Kirito uccide il boss e sviene. Al suo risveglio trova Asuna piangente fra le sue braccia, mentre Klein rivela che 5 persone sono morte. Dopodiché, questi si congeda da Kirito, dopo avergli chiesto la natura della sua skill unica, e apre l'entrata al 75º livello. Al loro rientro, Kirito e Asuna scoprono che la conoscenza della skill unica di Kirito è già di dominio pubblico. Nel frattempo, i due vengono richiamati a Grandum, base dei Knights of Blood, dove Heatchcliff, il capo gilda, spiega loro che la richiesta di Kirito di portare via Asuna dalle linee del fronte sarà accettata solo se Kirito affronterà lo stesso Heatchcliff a duello: se Kirito vincerà potrà portarsi via Asuna, mentre se sarà Heatchcliff a vincere, Kirito si unirà ai Knights of Blood. Kirito accetta la sfida a duello. |                   |                  |
| 10                       | Istinto omicida cremisi 「紅の殺意」 - Kurenai no satsu | 8 settembre 2012  | 3 aprile 2014    |
| 10                       | Il duello tra Kirito e Heathcliff si svolge in un'arena in cui vi è radunata una gran folla. Asuna avverte Kirito della forza di Heathcliff che, come lui, ha una skill unica, chiamata “lama divina” che gli fornisce la massima potenza di attacco e difesa. Heathcliff in un primo momento è in grado di sopraffare Kirito, ma i ruoli cambiano quando Kirito “costringe” Heathcliff sulla difensiva. Proprio nel momento in cui Kirito sta per affondare il colpo vincente, Heathcliff riesce misteriosamente a schivare e sconfiggere Kirito. Asuna chiede a Kirito, ormai membro dei Cavalieri del patto di Sangue, perché non vuole mai unirsi alle gilde e lui le rivela quello che è successo alla sua vecchia gilda. Asuna conforta Kirito e gli dice che lo proteggerà. Più tardi, Kirito fa un “test” al dungeon del 55 ° piano con Godfrey e il suo compagno Kuradeel, il quale sembra apparentemente pentito. Mentre i tre si prendono una pausa per il pranzo, Kirito si accorge troppo tardi che l'acqua che bevevano lui e Godfrey conteneva un effetto di paralisi. Kuradeel rivela che è un membro dei “ Laughing Coffins” e ha intenzione di uccidere sia Godfrey che Kirito; dopo aver ucciso Godfrey, Kuradeel tenta di uccidere Kirito ma viene salvato da morte certa dall'arrivo di Asuna che li ha rintracciati sulla sua mappa. Asuna decima rapidamente gli HP di Kuradeel fino alle fasi critiche. Kuradeel, implorando il perdono, con uno stratagemma attacca Asuna ma Kirito riesce ad ucciderlo sacrificando un braccio. Asuna si sente in colpa per quello che è successo, ma Kirito, baciandola, la rassicura dicendole che si vuol prendere cura di lei e proteggerla. Essi decidono di prendersi una pausa insieme e più tardi, Kirito, le racconta di un luogo in cui possono stare insieme da soli. Dopodiché le chiede di sposarlo e lei accetta volentieri. |                   |                  |
| 11                       | La ragazza della rugiada 「朝露の少女」 - Asatsuyu no shōjo | 15 settembre 2012 | 10 aprile 2014   |
| 11                       | Kirito e Asuna si prendono una pausa nella loro nuova casa in un villaggio isolato nel 22 ° piano. Mentre i due trascorrono il loro tempo insieme, trovano una bambina perduta nella foresta. La bambina non ha un cursore sopra di lei, ed i due pensano possa trattarsi di un bug del sistema. Una volta svegliatasi a casa, la ragazzina afferma di ricordare nient'altro che il suo nome: Yui. La coppia crede che Yui abbia perso la memoria, così Kirito e Asuna decidono di andare alla Città dell'inizio al 1 ° piano per cercare i genitori di Yui. Intenti nella ricerca, trovano una giovane donna di nome Sasha e dei bambini di cui lei si prende cura, mentre vengono costretti dall'Esercito a pagare le tasse. Asuna attacca il loro capo, che poi fugge assieme agli altri. Mentre Sasha ed i bambini ringraziano Asuna, Yui punta la mano verso il cielo dicendo "cuori di tutti" più volte. Asuna si precipita a chiedere a Yui cosa le sta succedendo ma lei improvvisamente spalanca gli occhi e un misterioso suono statico colpisce tutti prima della perdita dei sensi della bambina. |                   |                  |
| 12                       | Il cuore di Yui 「ユイの心」 - Yui no kokoro | 22 settembre 2012 | 17 aprile 2014   |
| 12                       | Kirito, Asuna e Yui stanno riposando nella chiesa, trasformata in casa, dove Sasha si prende cura dei bambini più piccoli. Dopo pranzo arriva Yulier dell'Esercito. Yulier spiega che quando il capo dell'Esercito, Thinker, aveva buone intenzioni ad aiutare i giocatori, ma come l'Esercito, si è ampliata e persone come Kibaō hanno iniziato ad abusare di potere sugli altri. Thinker stava per espellere Kibaō per l'incidente al 74º piano, ma questi lo ha intrappolato in una prigione segreta al 1 ° piano ed è per questo che Yulier è venuta a chiedere a Kirito e Asuna aiuto. Con Yui, rifiutatasi di restare in chiesa, Kirito, Asuna e Yulier, a malincuore, la portano con loro per salvare Thinker. Quando arrivano alla sua posizione, un boss chiamato "The Fatal Scythe" li attacca. Kirito e Asuna ordinano a Yulier di fuggire insieme a Thiker e Yui mentre i due combattono il boss che si rivela però troppo forte. Il boss attacca Kirito e Asuna stordendoli. A quel punto arriva Yui che para il colpo del boss, mentre compare l'esagono con scritto “oggetto immortale” e dopo lo uccide con uno spadone infuocato. Yui, infine, ricordando il suo passato, rivela a Kirito ed Asuna che lei è un consulente AI (d'intelligenza artificiale) creato dal sistema denominato “Cardinal” il cui scopo era quello di monitorare e consigliare i giocatori sul loro stato mentale. Il giorno del lancio del gioco, Cardinal le ha proibito di interagire con i giocatori ed è stata costretta a guardare il loro stato mentale deteriorarsi fino a quando è venuta a conoscenza di Asuna e Kirito e voleva incontrarli. Nonostante la rivelazione, Asuna e Kirito accettano ancora Yui come loro figlia, ma lei dice loro addio perché sta per essere cancellata a causa della sua interferenza nel gioco. Rifiutando di accettare, Kirito utilizza la console del GM (utilizzata prima da Yui per sconfiggere il boss) per salvare Yui trasformandola in un elemento di cristallo. Salvando Yui nei dati del suo NerveGear, Kirito e Asuna sperano di ricrearla nel mondo reale. |                   |                  |
| 13                       | Nelle profondità dell'inferno 「奈落の淵」 - Naraku no fuchi | 29 settembre 2012 | 17 aprile 2014   |
| 13                       | Mentre Kirito sta pescando in un lago, incontra Nishida, un anziano ed ex responsabile della sicurezza di rete che ha curato lo sviluppo del gioco. Nishida, nonostante abbia migliorato la sua abilità da pescatore, non è in grado di cucinare i pesci da lui pescati. Kirito lo invita a casa sua e chiede ad Asuna di cucinare il pesce appena catturato. Durante il pasto, Nishida parla di un enorme pesce che ha cercato di catturare molte volte ma non ci è riuscito, quindi chiede a Kirito di aiutarlo. Nishida riesce ad agganciare il pesce e dà la canna da pesca a Kirito a pescare il pesce. L'animale si rivela essere un enorme mostro con cattive intenzioni, ma con un solo colpo di rapier, Asuna riesce ad ucciderlo. Poco dopo, Kirito riceve un messaggio da Heathcliff e, dopo l'incontro con lui, vengono a sapere che un gruppo di scouting è stato intrappolato e ucciso nella stanza del boss del 75º piano. Poco prima dell'inizio della battaglia, Kirito chiede ad Asuna di ritirarsi per la sua sicurezza, ma Asuna rifiuta, sostenendo che lei preferisce morire che vivere senza di lui. Gli ricorda inoltre che i corpi reali di tutti i giocatori devono essere in cura negli ospedali e la loro condizione non può essere mantenuta per sempre, così fuggendo e vivere da soli all'interno del gioco è fuori discussione. Un gruppo di 32 giocatori entra nella stanza del boss, si trovano a confrontarsi con "The Reaper Skull", un mostro potente, in grado di uccidere i giocatori con un solo colpo. Kirito, Asuna e Heathcliff affrontano la testa della creatura mentre gli altri giocatori lo attaccano dai lati. |                   |                  |
| 14                       | La fine del mondo 「世界の終焉」 - Sekai no shūen | 6 ottobre 2012    | 24 aprile 2014   |
| 14                       | Dopo che il gruppo sconfigge il boss, subendo 14 morti nella battaglia, Kirito deduce che Heathcliff, l'unico giocatore che non mostra segni di stanchezza, è Akihiko Kayaba. Akihiko paralizza tutti tranne Kirito, e gli offre la possibilità di affrontarlo in un duello uno-contro-uno in cui, se Kirito vince riuscirà a liberare tutti i giocatori rimanenti da SAO. Dopo aver dato i suoi migliori auguri agli altri, Kirito accetta la sfida, ma non è in grado di superare la difesa assoluta di Akihiko. Quando Akihiko prepara il colpo di grazia, Asuna supera la sua paralisi e prende il colpo perdendo tutti i suoi HP e scomparendo. Affranto dalla morte di Asuna, Kirito perde la volontà di combattere e riceve una coltellata mortale da Akihiko. Tuttavia, in punto di morte, Kirito ricorda la convinzione di Asuna in lui e riesce a riconquistare volontà sufficiente per sconfiggere Akihiko con la spada della defunta Asuna. Essi sono uccisi entrambi contemporaneamente e il gioco è dichiarato finito il 7 novembre 2024 alle 14.44. Kirito poi si risveglia tra le nubi sopra Aincrad, dove trovano sia Asuna e Akihiko. Akihiko informa Kirito e Asuna di aver disconnesso tutti gli altri giocatori, come promesso, e spiega anche le sue motivazioni per la creazione di SAO prima di scomparire. Kirito e Asuna si dicono l'un l'altro i loro veri nomi: Kazuto Kirigaya e Asuna Yuki. Alla fine scompaiono con Aincrad senza lasciare traccia. Con sua sorpresa, Kazuto si risveglia in un ospedale nel mondo reale e, pur essendo fisicamente debole, si mette alla ricerca della vera Asuna. |                   |                  |
| Fairy Dance (11 episodi) | |                   |                  |
| 15                       | Ritorno 「帰還」 - Kikan | 13 ottobre 2012   | 24 aprile 2014   |
| 15                       | Due mesi dopo essere stato liberato da SAO, Kazuto continua ad essere afflitto da incubi su Asuna. Poiché nei suoi due anni di coma nel gioco, sua sorella, Suguha, è stata costantemente a preoccuparsi per lui. I due si sfidano in un incontro di kendo, e sebbene Kazuto perda, Suguha è sia sconvolta sia curiosa riguardo al suo modo di combattere. Di seguito Kazuto va in ospedale per visitare Asuna che, insieme con 300 altri giocatori, deve ancora svegliarsi anche dopo l'incidente SAO. È lì che incontra un socio del padre di Asuna, Nobuyuki Sugō, che dice a Kazuto che intende farsi adottare dalla famiglia di Asuna e, mentre lei è ancora in coma, sposarla; ciò suscita grande rabbia in Kazuto. Sugō afferma che questo è suo diritto, in quanto era la sua società che aveva tenuto Asuna in vita dopo che la Argus (la compagnia che creò SAO) fece bancarotta. Egli inoltre informa Kazuto che la cerimonia avverrà tra circa una settimana, il 26 gennaio 2025, e gli dice di non vederla più. Più tardi Kazuto, in stato di depressione, viene confortato da Suguha, che gli dice di non mollare, pur sapendo che Kirito è in realtà suo cugino e lei prova dei sentimenti per lui. La mattina dopo, Kazuto riceve un'e-mail da Agil con uno screenshot di un avatar somigliante Asuna da un altro gioco. |                   |                  |
| 16                       | Il paese delle fate 「妖精たちの国」 - Yōsei-tachi no kuni | 20 ottobre 2012   | 1º maggio 2014   |
| 16                       | Kazuto riesce a riconoscerla subito, e chiede a Agil nella sua locanda dove l'aveva vista e Agil gli mostra un nuovo VRMMORPG di fate, Alfheim Online, che utilizza sempre l'hardware NerveGear, così Kazuto capisce che Asuna si trova in cima all'albero Yggdrasil, che sarebbe l'obiettivo del gioco. Appena entrato nel gioco, tra le razze presenti Kazuto sceglie lo Spriggan e viene teletrasportato, a causa di un errore del gioco, in una zona neutrale al posto del suo paese di origine. In Alfheim Online riesce a riportare in vita virtualmente Yui semplicemente toccando il suo cuore. Leafa e Recon nella zona neutrale incontrano le Salamander che li vogliono uccidere, Kirito interviene subito dopo che Recon viene ucciso e riesce a salvare Leafa. |                   |                  |
| 17                       | La regina prigioniera 「囚われの女王」 - Toraware no joō | 27 ottobre 2012   | 1º maggio 2014   |
| 17                       | Leafa ringrazia Kirito per averla salvata dall'attacco e gli insegna come volare correttamente senza usare un controller. Si recano a Sylvein, dove incontrano uno dei membri del gruppo di Leafa, Recon. Kirito e Leafa vanno in una locanda e parlano di come può arrivare in cima all'Albero del Mondo. Vedendo la determinazione di Kirito di raggiungere la cima dell'albero, Leafa decide di aiutarlo e gli chiede di incontrarla alla locanda il giorno successivo. Quando Leafa si disconnette nel mondo reale, si scopre che è Suguha. Nel frattempo, Asuna viene vista prigioniera in una gigantesca gabbia all'interno dell'Albero del Mondo, tenuta dal game master, Oberon il re delle fate, il quale si rivela essere Sugō nel mondo reale. Asuna è scioccata dal fatto che Oberon voglia controllare le menti dei 300 giocatori di SAO in coma. Quando Oberon se ne va, Asuna spera che Kirito possa salvarla. |                   |                  |
| 18                       | Verso l'Yggdrasil 「世界樹へ」 - Sekaiju e | 3 novembre 2012   | 8 maggio 2014    |
| 18                       | Nel mondo reale, Suguha ricorda come ha iniziato a giocare in realtà virtuale e incontra il compagno di classe Shinichi Nagata, personaggio reale di Recon. Lei lo informa che lascerà il loro gruppo per un po' di tempo per unirsi a Kirito. Più tardi, accede come Leafa e inizia a condurre Kirito all'Albero del Mondo, che si trova nel centro di Alfheim. Tuttavia, prima della loro partenza, un membro del party di Leafa, Sigurd, è deluso dal fatto che abbia tradito i suoi altri membri. Infastidita da come Sigurd tratta Kirito, Leafa annuncia che quest'ultimo è il suo nuovo partner. Nel frattempo, Asuna apprende da Oberon che Kirito è ancora vivo e sbircia la password che sblocca la sua gabbia mentre il game master se ne va. Più tardi durante i loro viaggi, Kirito e Leafa arrivano a un punto di atterraggio, dove a turno si disconnettono per rinfrescarsi un po'. |                   |                  |
| 19                       | Il corridoio di Lugru 「ルグルー回廊」 - Rugurū kairō | 10 novembre 2012  | 15 maggio 2014   |
| 19                       | Durante il viaggio verso l'Albero del Mondo, Kirito e Leafa attraversano per la prima volta una grande grotta nel corridoio di Lugru. Leafa riceve un messaggio incompleto da Recon, che l'avverte di stare attenta. Quando Kirito e Leafa si rendono conto di essere seguiti, vengono messi all'angolo su un ponte da un folto gruppo di maghi dei Salamander. Kirito affronta così il gruppo da solo, ma è incapace di rompere la loro formazione. Yui dice a Leafa di lanciare un po' di magia protettiva su Kirito, mentre evoca un incantesimo di illusione che lo trasforma temporaneamente in una rappresentazione di Gleam Eyes, ovvero il boss del 75º livello di SAO. Nella sua nuova forma, Kirito annienta i suoi nemici, ma ne risparmia uno; dopo essere tornato al suo aspetto normale, decide di corrompere il sopravvissuto con alcuni oggetti di gioco in cambio di informazioni. Il Salamander rivela che il suo gruppo aveva ricevuto l'ordine di attaccarli da Kagemune. Nel mondo reale, Suguha contatta Shinichi, che dice che Sigurd è in realtà una spia che lavora per i Salamander, che hanno in programma di attaccare i Sylph e i Cat Sith. Tornata nel mondo virtuale, Leafa informa Kirito di quanto ha appena appreso, e i due si precipitano alla Valle delle Fate. |                   |                  |
| 20                       | Il Generale delle fiamme 「猛炎の将」 - Mōen no shō | 17 novembre 2012  | 15 maggio 2014   |
| 20                       | Kirito e Leafa interrompono l'attacco tra le fazioni; il ragazzo si fa avanti e si rivolge a Eugene, il generale dei Salamander. Kirito bleffa la sua posizione di ambasciatore dell'alleanza tra gli Spriggan e le fate dell'acqua Undine, avvertendo Eugene di una potenziale dichiarazione di guerra contro tutte e quattro le razze. Tuttavia il generale si rivela piuttosto incredulo, così sfida Kirito a duello, allora questi dopo aver preso in prestito la spada di Leafa, vince usando la sua tecnica di spada, costringendo i Salamander a ritirarsi. Sakuya, leader dei Sylph, contatta Sigurd e lo bandisce dal gruppo per il suo tradimento. Dal momento che i Sylph e i Cat Sith hanno formato un'alleanza e pianificano di assalire l'Albero del Mondo in pochi giorni, Kirito dona una grossa somma di denaro ad Alicia Rue, leader dei Cat Sith, prima che lui e Leafa continuino il loro viaggio verso l'Albero del Mondo. Nel frattempo, Asuna fugge dalla sua gabbia per trovare una via d'uscita dalla sua prigionia. |                   |                  |
| 21                       | La verità su Alfheim 「アルヴヘイムの真実」 - Aruvuheimu no shinjitsu | 24 novembre 2012  | 22 maggio 2014   |
| 21                       | Kirito e Leafa finalmente raggiungono il centro di Arun, la capitale di Alfheim, situata direttamente sotto l'Albero del Mondo. Tuttavia, un arresto di emergenza per la manutenzione del server richiede ai due di trovare una locanda vicina e di disconnettersi. Il giorno successivo, Suguha accompagna Kazuto a visitare Asuna all'ospedale. Lungo la strada, le dice che dovrà frequentare una scuola speciale per gli studenti che erano ex giocatori di SAO per recuperare gli anni che hanno perso mentre erano collegati al gioco. Nel frattempo, Asuna si imbatte in un laboratorio all'interno dell'Albero del Mondo, trovando infine la stanza in cui vengono condotti esperimenti con i cervelli dei 300 giocatori di SAO in coma intrappolati in ALO. Tenta di disconnettersi dal gioco utilizzando la console del game master, ma viene catturata da due assistenti di Oberon. Tuttavia, riesce ad entrare in possesso di una chiave magnetica prima di essere riportata nella sua gabbia. Alla fine Yui informa Kirito e Leafa che Asuna si trova in cima all'Albero del Mondo. |                   |                  |
| 22                       | Grand Quest 「グランド・クエスト」 - Gurando Kuesuto | 1º dicembre 2012  | 22 maggio 2014   |
| 22                       | Kirito si precipita verso la cima dell'Albero del Mondo, ma trova l'estremità bloccata da una barriera. Yui chiama disperatamente Asuna, e quest'ultima lascia cadere la chiave magnetica come risposta. Una volta che Kirito ha preso con sé l'oggetto, scopre che può essere utilizzato per accedere alla console del game master, e Yui afferma di essere certa che fosse un segnale di Asuna. Kirito saluta Leafa e decide di affrontare da solo la Grand Quest, così entra nell'edificio dinanzi a lui dove trova numerosi Guardian Knight. Nonostante i suoi enormi sforzi, Kirito viene sopraffatto dai Guardian Knight e perde tutta la sua salute. Poco dopo, entra anche Leafa e afferra la luce in cui è contenuto Kirito, fugge dal fuoco nemico, riuscendo ad arrivare con successo all'esterno e rianimarlo con un oggetto. Leafa tenta di dissuadere Kirito a non rientrare da solo nell'edificio, ma questi rimane determinato e menziona inavvertitamente "Asuna". Leafa si rende poi conto che Kirito è l'avatar di Kazuto e si disconnette dalla disperazione. Nel mondo reale, Kazuto si avvicina a Suguha, che rivela con grande angoscia che sapeva che non erano veri fratelli e che si era innamorata sia di lui che del suo avatar. |                   |                  |
| 23                       | Legami 「絆」 - Kizuna | 8 dicembre 2012   | 29 maggio 2014   |
| 23                       | Kazuto ripensa al tempo in cui aveva dieci anni e scoprì di non essere imparentato con Suguha, il che lo portò a distaccarsi dalla sua famiglia e ad essere sempre più assorbito dai giochi online. Volendo sistemare le cose, Kazuto chiede a Suguha di incontrarlo ad ALO. Mentre Leafa riflette sull'opportunità di smettere di vedere suo fratello nel gioco, sfida Kirito a un duello uno contro uno. Entrambi finiscono per gettare via le loro spade e si scusano l'un l'altro abbracciandosi. Dopo che Kazuto spiega che non è in grado di dire cosa pensa di Suguha fino a quando Asuna non verrà salvata, Leafa accetta di aiutarlo nella Grand Quest, convincendo anche Recon a unirsi a loro. Proprio quando le cose iniziano a peggiorare contro i Guardian Knight all'interno dell'edificio, i Sylph e i Cat Sith arrivano in loro soccorso. Usando la sua spada combinata con quella di Leafa, Kirito sfonda la sommità della cupola. Yui guida Kirito usando la chiave magnetica per aprire il cancello in cima all'Albero del Mondo. |                   |                  |
| 24                       | L'eroe dorato 「鍍金の勇者」 - Mekki no yūsha | 15 dicembre 2012  | 29 maggio 2014   |
| 24                       | Arrivati in cima all'Albero del Mondo, Kirito e Yui si riuniscono finalmente con Asuna. Tuttavia, vengono improvvisamente colpiti da una magia ad alta gravità, che costringe Yui a ritirarsi, e vengono affrontati da Oberon. Mentre questi rivela che i suoi esperimenti di controllo mentale sono quasi completi, incatena Asuna e la molesta di fronte a Kirito. Preso dalla disperazione, Kirito sente la voce di Akihiko, che lo incoraggia ad alzarsi e combattere. Usando le funzioni amministrative di Akihiko, Kirito rimuove i poteri di Oberon e lo sfida a una lotta senza assorbimento del dolore, e mostra al re delle fate il vero significato del dolore prima di annientarlo. Dopo aver disconnesso Asuna per garantire la sua sicurezza nel mondo reale, Kirito incontra un residuo della memoria di Akihiko, che prima di andarsene gli dà un oggetto chiamato seme del mondo. Kirito si rigenera all'Albero del Mondo, dove Yui ritorna dopo essersi nascosta all'interno del NerveGear di Kirito. Kirito si disconnette da ALO e, nel mondo reale, Kazuto si dirige all'ospedale dove Asuna lo sta aspettando. |                   |                  |
| 25                       | Il seme del mondo 「世界の種子」 - Sekai no shushi | 22 dicembre 2012  | 5 giugno 2014    |
| 25                       | Kazuto, torna all'ospedale dove lo aspetta Asuna. Lì davanti, incontra Sugō che lo ferisce con un coltello. Kazuto nota poi il suo occhio. Infatti Sugō è diventato cieco in quell'occhio proprio nel gioco. Alla fine Kirito riesce a prendergli il coltello ma lo risparmia. Alla fine sale da Asuna che lo aspetta. Il giorno dopo Kazuto e Asuna parlano di SAO nella loro nuova scuola dove ci sono solo gli studenti che hanno partecipato a SAO. Kazuto scopre che cos'è il seme che Kayaba gli aveva dato e lo usa per il suo nobile scopo. Dopo essere stato chiuso, ALO viene riaperto con nuovi giocatori, insieme a quelli che hanno combattuto per vincere. |                   |                  |

### Sword Art Online Extra Edition
Sword Art Online Extra Edition è un episodio speciale dell'anime che è stato trasmesso contemporaneamente in tutto il mondo il 31 dicembre 2013. In Giappone è andato in onda sui canali televisivi Tokyo MX e BS11, mentre negli altri paesi è stato trasmesso in streaming via Internet sui siti di Daisuki e Crunchyroll. In Italia i diritti di distribuzione sono stati acquistati dalla Dynit, che ha pubblicato il BD/DVD il 29 ottobre 2014. L'episodio, diretto da Tomohiko Itō e sceneggiato dall'autore Reki Kawahara, riassume gli eventi della prima stagione della serie televisiva tramite i ricordi dei vari personaggi e contiene anche alcune scene inedite.
La sigla iniziale è "Niji no oto" (虹の音? lett. "Il suono dell'arcobaleno") di Eir Aoi, mentre "Crossing Field" di LiSA, "Overfly" di Luna Haruna e "Innocence" di Eir Aoi vengono tutte usate come insert song.
| Nº | Titolo italiano Giapponese 「Kanji」 - Rōmaji | In onda          | In onda               |
| Nº | Titolo italiano Giapponese 「Kanji」 - Rōmaji | Giapponese       | Italiano (home video) |
| 26 | Sword Art Online Extra Edition 「ソードアート・オンライン Extra Edition」 - Sōdo Āto Onrain Extra Edition | 31 dicembre 2013 | 29 ottobre 2014       |
| 26 | Suguha Kirigaya incontra Asuna Yūki, Keiko Ayano e Rika Shinozaki per imparare a nuotare nella piscina della scuola. Nel frattempo, Kazuto Kirigaya si reca all'ufficio di consulenza dell'istituto e incontra Seijirō Kikuoka, un membro della divisione virtuale del ministero degli affari interni e delle comunicazioni, che indaga sulle questioni riguardanti l'incidente SAO al fine di comprendere appieno le motivazioni che hanno spinto Akihiko Kayaba a fare una cosa del genere. Kazuto racconta e riflette sulla sua esperienza mentre era ad Aincrad in SAO, mentre a Suguha viene raccontato di Kazuto come Kirito e dei tempi trascorsi con Keiko (Silica) e Rika (Lisbeth), nonché come ha sviluppato i suoi sentimenti per Asuna mentre era in SAO. Kazuto spiega quindi la sua esperienza mentre era ad Alfheim in ALO, ricordando la sua missione con l'aiuto di Suguha (Leafa) per salvare Asuna da Nobuyuki Sugō (Oberon il re delle fate) all'Albero del Mondo. Suguha alla fine impara a nuotare e Kazuto finisce finalmente l'incontro. Mentre sono in ALO, Kirito, Asuna, Leafa, Yui, Klein e Agil vanno all'Isola delle Tartarughe per prepararsi in vista di una missione che avrà come ricompensa una balena bianca. Così si tuffano nell'oceano e arrivano a un tempio sottomarino dove incontrano un personaggio non giocante di nome Nerakk, che chiede al gruppo di trovare una perla all'interno del santuario. Dopo aver esplorato l'edificio e aver trovato la perla, si scopre che l'oggetto prezioso è in realtà un uovo contenente una strana creatura all'interno, e che Nerakk è in realtà Krakken il signore dell'abisso, il boss della quest. La battaglia viene interrotta da un altro personaggio non giocante chiamato Leviathan il signore del mare, che costringe Krakken a ritirarsi e raccogliere l'Uovo della Sacerdotessa, completando così la missione. Il gruppo torna in superficie sul dorso della balena gigante. Dopo i titoli di coda si vede il telefono di casa di Kazuto mentre sta squillando e mostra il nome di Seijirō Kikuoka. |                  |                       |

## Pubblicazioni

### Edizione giapponese
Aniplex, in collaborazione con Sony Music Entertainment Japan, ha distribuito gli episodi della serie in Giappone in nove confezioni di DVD e Blu-ray Disc. Sword Art Online Extra Edition è stato invece pubblicato più tardi il 23 aprile 2014 su DVD e BD in edizione limitata, con tanto di un episodio bonus dal titolo Sword Art Offline Extra Edition.
| Volume   | Volume   | Episodi          | Data di pubblicazione |
| -------- | -------- | ---------------- | --------------------- |
|          | Volume 1 | 1–2              | 24 ottobre 2012       |
| Volume 2 | 3–5      | 21 novembre 2012 |                       |
| Volume 3 | 6–8      | 26 dicembre 2012 |                       |
| Volume 4 | 9–11     | 23 gennaio 2013  |                       |
| Volume 5 | 12–14    | 27 febbraio 2013 |                       |
| Volume 6 | 15–16    | 27 marzo 2013    |                       |
| Volume 7 | 17–19    | 14 aprile 2013   |                       |
| Volume 8 | 20–22    | 22 maggio 2013   |                       |
| Volume 9 | 23–25    | 26 giugno 2013   |                       |

### Edizione italiana
In Italia la Dynit ha raccolto gli episodi, sia sottotitolati che doppiati in lingua italiana, in due box di DVD/Blu-ray Disc.
| Box   | Box   | Episodi        | Data di pubblicazione |
| ----- | ----- | -------------- | --------------------- |
|       | Box 1 | 1–14           | 14 maggio 2014        |
| Box 2 | 15–25 | 23 luglio 2014 |                       |

### Sword Art Offline
Sword Art Offline è una serie di dieci episodi bonus pubblicati insieme alle confezioni di DVD e Blu-ray Disc giapponesi. In Italia i nove episodi sono stati tutti inclusi dalla Dynit nei box di DVD/Blu-ray della serie principale. L'episodio bonus Extra Edition è invece presente nel DVD e Blu-ray di Sword Art Online Extra Edition. Questi episodi non sono stati doppiati, e sono presenti in lingua originale con sottotitoli in italiano
| Titolo                          | Incluso in Giappone nel                       | Incluso in Italia nel                         |
| ------------------------------- | --------------------------------------------- | --------------------------------------------- |
| Sword Art Offline 1             | Volume 1                                      | Box 1                                         |
| Sword Art Offline 2             | Volume 2                                      | Box 1                                         |
| Sword Art Offline 3             | Volume 3                                      | Box 1                                         |
| Sword Art Offline 4             | Volume 4                                      | Box 1                                         |
| Sword Art Offline 5             | Volume 5                                      | Box 1                                         |
| Sword Art Offline 6             | Volume 6                                      | Box 2                                         |
| Sword Art Offline 7             | Volume 7                                      | Box 2                                         |
| Sword Art Offline 8             | Volume 8                                      | Box 2                                         |
| Sword Art Offline 9             | Volume 9                                      | Box 2                                         |
| Sword Art Offline Extra Edition | DVD/Blu-ray di Sword Art Online Extra Edition | DVD/Blu-ray di Sword Art Online Extra Edition |